# Rhysida rubra
Rhysida rubra är en mångfotingart som beskrevs av Wolfgang Bücherl 1939. Rhysida rubra ingår i släktet Rhysida och familjen Scolopendridae. Inga underarter finns listade i Catalogue of Life.